# Megan Fox
Megan Denise Fox (sinh ngày 16 tháng 5 năm 1986) là một nữ diễn viên người Mỹ. Cô bắt đầu sự nghiệp diễn xuất của mình vào năm 2001, với số phim truyền hình và phim ngắn, có mặt thường xuyên trên hài kịch tình huống truyền hình Hope & Faith. Năm 2004, cô đã thực hiện bộ phim đầu tay của mình với vai diễn trong bộ phim hài tuổi teen Confessions of a Teenage Drama Queen. Năm 2007, cô đóng vai nữ chính Mikaela Banes trong bộ phim bom tấn hành động Transformers, và phần tiếp theo là vào năm 2009, Transformers: Revenge of the Fallen. Cũng trong năm 2009, cô đóng vai chính trong bộ phim hài kinh dị Jennifer's Body. Cô được xem là một trong những phụ nữ hiện đại, và hình ảnh của cô xuất hiện trên nhiều tạp chí như Maxim, Rolling Stone và FHM.

## Cuộc sống cá nhân
Megan Fox từng thừa nhận là người song tính.

## Các phim đã đóng

### Phim điện ảnh
| Năm  | Tên phim                                         | Vai diễn                  | Ghi chú                            |
| ---- | ------------------------------------------------ | ------------------------- | ---------------------------------- |
| 2001 | Holiday in the Sun                               | Brianna                   | Ghi với tên Megan Denise Fox       |
| 2003 | Bad Boys II                                      |                           | Vai quần chúng không được ghi danh |
| 2004 | Confessions of a Teenage Drama Queen             | Carla Santini             |                                    |
| 2004 | Boss Girl                                        | Candace                   | Phim truyền hình                   |
| 2007 | Transformers                                     | Mikaela Banes             |                                    |
| 2008 | How to Lose Friends & Alienate People            | Sophie Maes               |                                    |
| 2008 | Whore                                            | Lost                      |                                    |
| 2009 | Transformers: Revenge of the Fallen              | Mikaela Banes             |                                    |
| 2009 | Jennifer's Body                                  | Jennifer                  |                                    |
| 2010 | Jonah Hex                                        | Lilah                     |                                    |
| 2010 | Na Nai'a: Legend of the Dolphins                 | Hawaiian Spinner Dolphins | Lồng tiếng                         |
| 2010 | Passion Play                                     | Lily Luster               |                                    |
| 2011 | Friends with Kids                                | Mary Jane                 |                                    |
| 2012 | The Dictator                                     |                           |                                    |
| 2012 | Robot Chicken DC Universe Special                | Lois Lane                 | Lồng tiếng, phim truyền hình       |
| 2012 | This Is 40                                       | Desi                      |                                    |
| 2014 | Teenage Mutant Ninja Turtles                     | April O'Neil              |                                    |
| 2016 | Teenage Mutant Ninja Turtles: Out of the Shadows | April O'Neil              |                                    |
| 2019 | Above the Shadows                                | Juliana                   |                                    |
| 2019 | Zeroville                                        | Soledad Paladin           |                                    |
| 2019 | The Battle of Jangsari                           | Maggie                    |                                    |
| 2020 | Think Like a Dog                                 | Ellen Reed                |                                    |
| 2020 | Rogue                                            | Samantha O'Hara           |                                    |
| 2021 | Till Death                                       | Emma                      |                                    |
| 2021 | Midnight in the Switchgrass                      | Rebecca Lombardi          |                                    |
| 2021 | Night Teeth                                      | Grace                     | [ 6 ]                              |
| 2022 | Big Gold Brick                                   | Jacqueline                | Post-production                    |
| 2022 | The Expendables 4                                |                           | Post-production                    |
| TBA  | Naya Legend of the Golden Dolphins               | Princess Leilani (voice)  | Post-production                    |
| TBA  | Good Mourning with a U                           |                           | Post-production                    |
| TBA  | Johnny & Clyde                                   | Alana Hart                | Filming                            |

### Phim truyền hình
| Năm       | Tên phim              | Vai diễn               | Ghi chú                                                       |
| --------- | --------------------- | ---------------------- | ------------------------------------------------------------- |
| 2003      | What I Like About You | Shannon                | Tập: "Like a Virgin (Kinda)"                                  |
| 2004      | Two and a Half Men    | Prudence               | Tập: "Camel Filters and Pheromones"                           |
| 2004      | The Help              | Cassandra Ridgeway     | 3 tập                                                         |
| 2004–2006 | Hope & Faith          | Sydney Shanowski       | 48 tập                                                        |
| 2011      | Robot Chicken         | Chính mình / Lois Lane | Lồng tiếng Tập: "The Core, the Thief, His Wife and Her Lover" |
| 2012      | Wedding Band          | Alexa Jordan           | Tập: I Love College                                           |

### Video âm nhạc
| Năm  | Ca sĩ               | Tên                    | Ghi chú                 |
| ---- | ------------------- | ---------------------- | ----------------------- |
| 2010 | Eminem & Rihanna    | "Love the Way You Lie" |                         |
| 2009 | Panic! at the Disco | "New Perspective"      | Cảnh từ Jennifer's Body |

## Giải thưởng và đề cử
| Năm  | Phim                                                   | Giải thưởng                  | Hạng mục                                                                     | Kết quả   |
| ---- | ------------------------------------------------------ | ---------------------------- | ---------------------------------------------------------------------------- | --------- |
| 2005 | Hope & Faith                                           | Young Artist Award           | Best Performance in a TV Series (Comedy or Drama) – Supporting Young Actress | Đề cử     |
| 2007 | Transformers                                           | Teen Choice Awards           | Choice Movie Actress: Action Adventure                                       | Đề cử     |
| 2007 | Transformers                                           | Teen Choice Awards           | Choice Movie: Breakout Female                                                | Đề cử     |
| 2007 | Transformers                                           | Teen Choice Awards           | Choice Movie: Liplock                                                        | Đề cử     |
| 2007 | Transformers                                           | National Movie Award         | Best Performance by a Female                                                 | Đề cử     |
| 2009 | Herself                                                | Teen Choice Award            | Choice Female Hottie                                                         | Đoạt giải |
| 2009 | Transformers: Revenge of the Fallen                    | Teen Choice Award            | Choice Summer Movie Star Female                                              | Đoạt giải |
| 2009 | Transformers: Revenge of the Fallen                    | Scream Award                 | Best Sci-Fi Actress                                                          | Đoạt giải |
| 2009 | Transformers: Revenge of the Fallen (video game)       | Spike Video Game Awards      | Best Performance by a Human Female                                           | Đoạt giải |
| 2010 | Jennifer's Body và Transformers: Revenge of the Fallen | 30th Golden Raspberry Awards | Worst Actress Of 2009                                                        | Đề cử     |
| 2010 | Transformers: Revenge of the Fallen                    | Giải Mâm xôi vàng            | Worst Screen Couple of 2009                                                  | Đề cử     |
| 2010 | Transformers: Revenge of the Fallen                    | Kids' Choice Awards          | Favorite Movie Actress                                                       | Đề cử     |
| 2010 | Jennifer's Body                                        | MTV Movie Awards             | Best WTF Moment                                                              | Đề cử     |
| 2010 | Jennifer's Body                                        | Teen Choice Awards           | Choice Female Hottie                                                         | Đoạt giải |
| 2010 | Jennifer's Body                                        | Teen Choice Awards           | Choice Movie Actress: Horror/Thriller                                        | Đoạt giải |
| 2011 | Jonah Hex                                              | Giải Mâm xôi vàng            | Worst Actress                                                                | Đề cử     |
| 2011 | Jonah Hex                                              | Giải Mâm xôi vàng            | Worst Screen Couple/Ensemble                                                 | Đề cử     |